# Anolis acutus
Espèce
Synonymes
- Ctenonotus acutus (Hallowell, 1856)
- Anolis newtoni Günther, 1859

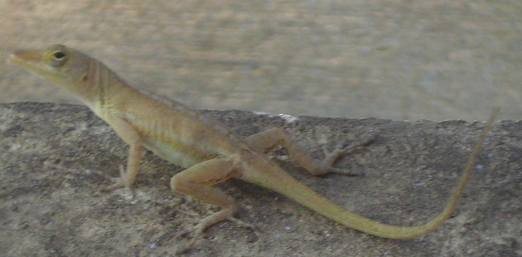
Anolis acutus

Anolis acutus est une espèce de sauriens de la famille des Dactyloidae.

## Répartition
Cette espèce est endémique de Sainte-Croix aux îles Vierges des États-Unis. 

## Description
Les mâles mesurent jusqu'à 67 mm et les femelles jusqu'à 49 mm.

## Étymologie
Le nom spécifique acutus vient du latin acutus, aigu, aiguisé, tranchant, vif, pointu, en référence à l'aspect de ce saurien.

## Publication originale
- Hallowell, 1856 : Notes on the reptiles in the collection of the Academy of Natural Sciences of Philadelphia. Proceedings of the Academy of Natural Sciences of Philadelphia, vol. 8, p. 221-238 (texte intégral).